# Martin Kristenson
Erik Martin Kristenson, född 3 augusti 1960 i Kumla församling, är en svensk skribent och bibliotekarie. Han är uppvuxen i Sala och numera bosatt i Enskede.

## Verksamhet
Kristenson var tidigt verksam inom svensk science fiction-fandom tillsammans med David Nessle. År 1996 startade de fanzinet Stupido, som 1999–2010 kom att bli en del av tidningen Kapten Stofil. I tidningen skrev Kristenson längre artiklar om diverse olika ämnen, ofta med koppling till äldre underhållning såsom Fred Winter, Åsa-Nisse och den engelska danstrion Wilson, Keppel & Betty. Kristenson är ibland även DJ på klubben Sunkit i Stockholm.